# Intégrale de chemin de Haldane
La méthode de l'intégrale de chemin de Haldane (ou intégrale de chemin pour les systèmes de spins) est une méthode analytique de théorie des champs permettant de calculer la fonction de partition associée à un système quantique de spins en interaction, et d'en déduire la physique associée. Elle possède l'avantage de s’appliquer à des systèmes de spin S quelconque (généralement décrits par des hamiltoniens de Heisenberg), et de n'importe quelle dimension. Elle repose sur la connaissance de l'état fondamental du système considéré, pouvant en général être identifié à l'aide des différentes théories portant sur le magnétisme.

## Principe et construction de la méthode
Le but de cette méthode, due à Duncan Haldane est de calculer la fonction de partition
d'un système de spins décrit par un hamiltonien {\displaystyle {\mathcal {H}}}. Pour cela on commence par utiliser la formule de Trotter-Kato pour réécrire la fonction de partition comme 
où on a posé {\displaystyle \beta =N\delta t}. L'idée est alors la même que pour l'intégrale de chemin de Feynman : on va introduire un opérateur identité entre chacune des étapes infinitésimales ainsi créées. Cependant cette fois on ne va pas utiliser la base de position pour construire cet opérateur identité, mais plutôt considérer une base d'états cohérents
avec {\displaystyle {\vec {n}}} un vecteur unitaire, {\displaystyle \theta } l'angle que fait ce vecteur avec l'axe {\displaystyle z}, et {\displaystyle |S,S\rangle } l'état propre de {\displaystyle S_{z}} de plus haut poids. Ces états cohérents sont notamment, tels que{\displaystyle \langle {\vec {n}}|{\vec {S}}|{\vec {n}}\rangle =S{\vec {n}}\qquad \mathrm {et} \qquad \langle {\vec {n}}_{1}|{\vec {n}}_{2}\rangle =\mathrm {e} ^{\mathrm {i} S\Phi ({\vec {n}}_{1},{\vec {n}}_{2},{\vec {e}}_{z})}\left({\frac {1+{\vec {n}}_{1}\cdot {\vec {n}}_{2}}{2}}\right)^{S}}avec {\displaystyle \Phi ({\vec {n}}_{1},{\vec {n}}_{2},{\vec {e}}_{z})} l'angle solide vu de l'origine formé par les vecteurs  {\displaystyle {\vec {n}}_{1},\,{\vec {n}}_{2}\;\mathrm {et} \;{\vec {e}}_{z}}. 
Si on introduit donc l'opérateur identité {\textstyle 1\!\!1={\frac {2S+1}{4\pi }}\int d{\vec {n}}\,\delta (\|{\vec {n}}\|^{2}-1)|{\vec {n}}\rangle \langle {\vec {n}}|}  formé à l'aide de cette base d'états propres dans l'équation donnant la fonction de partition on obtient,
Si on développe maintenant l'exponentielle au premier ordre en considérant la limite {\displaystyle \delta t\to 0}
et que l'on définit{\displaystyle \int {\mathcal {D}}{\vec {n}}=\lim _{N\to \infty }\left({\frac {2S+1}{4\pi }}\right)^{N}\prod _{j=1}^{N}\int d^{3}n_{j}\delta (\|{\vec {n}}_{j}\|^{2}-1)}on peut alors réécrire la fonction de partition comme 
{\displaystyle {\mathcal {Z}}=\int {\mathcal {D}}{\vec {n}}\,\mathrm {e} ^{-{\mathcal {S}}[{\vec {n}}]}}
avec une action{\displaystyle {\mathcal {S}}=-\mathrm {i} S\sum _{j}\Phi ({\vec {n}}(t_{j}),{\vec {n}}(t_{j+1}),{\vec {e}}_{z})-S\sum _{j}\ln \left({\frac {1+{\vec {n}}(t_{j})\cdot {\vec {n}}(t_{j+1})}{2}}\right)+\delta t\sum _{j}\langle {\vec {n}}(t_{j})|{\mathcal {H}}|{\vec {n}}(t_{j+1})\rangle .}
Le premier terme représente l'aire {\displaystyle {\mathcal {A}}[{\vec {n}}]} entourée par la trajectoire du vecteur {\displaystyle {\vec {n}}(t)} lors de son évolution en temps imaginaire de 0 à{\displaystyle \beta } (voir la figure présentée dans l'exemple). Le second est du second ordre en {\displaystyle \delta t} et peut donc être ignoré dans la limite {\displaystyle \delta t\to 0} puisqu'il se comporte alors comme {\displaystyle N\delta t^{2}\simeq \delta t}.  On a donc finalement
{\displaystyle {\mathcal {S}}[{\vec {n}}]=-iS{\mathcal {A}}({\vec {n}})+\int _{0}^{\beta }\,\langle {\vec {n}}(\tau )|{\mathcal {H}}|{\vec {n}}(\tau )\rangle d\tau }avec un premier terme de phase géométrique (cette composante de l'action est imaginaire pure et agit donc comme un terme de phase par rapport au reste de l'action) qui est dénommé le terme de Phase de Berry par analogie avec la phase de Berry "usuelle". Le second terme est quant à lui analogue à une action classique si ce n'est que l'on intègre pas sur un temps mais sur une variable {\displaystyle \tau } qui serait homogène à l'inverse d'une énergie (et proportionnelle à l'inverse de la température : {\displaystyle \tau \sim 1/k_{B}T}). On réfère souvent à cette variable {\displaystyle \tau } comme étant le temps imaginaire par analogie avec l'Intégrale de chemin de Feynman où on aurait {\textstyle \tau \simeq {\frac {\mathrm {i} t}{\hbar }}} et où l'on intègre sur le Lagrangien et non sur le Hamiltonien.

## Exemple

### Calcul de l'action
Afin d'illustrer comment la méthode peut être utilisée pour traiter un système de spins en interaction, on peut l'appliquer au système modèle simple suivant : la chaîne de spins avec interaction AF entre premiers voisins. 

#### Description du système
On considère ici une chaîne de spins, avec une interaction antiferromagnétique entre premiers voisins et un champ magnétique externe {\displaystyle {\vec {H}}}. On a donc le hamiltonien suivant 
pour lequel on va estimer l'action précédemment établie. Afin d'exprimer la fonction de partition dans une forme utilisable, on peut développer cette action autour de son minimum. Pour cela on peut tout d'abord réécrire l'action dans le cas de notre exemple afin de mieux identifier comment réaliser ce développement. On a une action
et on voit donc que pour réaliser un développement limité il faut identifier la configuration vectorielle des spins qui minimise l'énergie, puis paramétrer les fluctuations autour de cette configuration optimale.  

#### État fondamental et perturbations

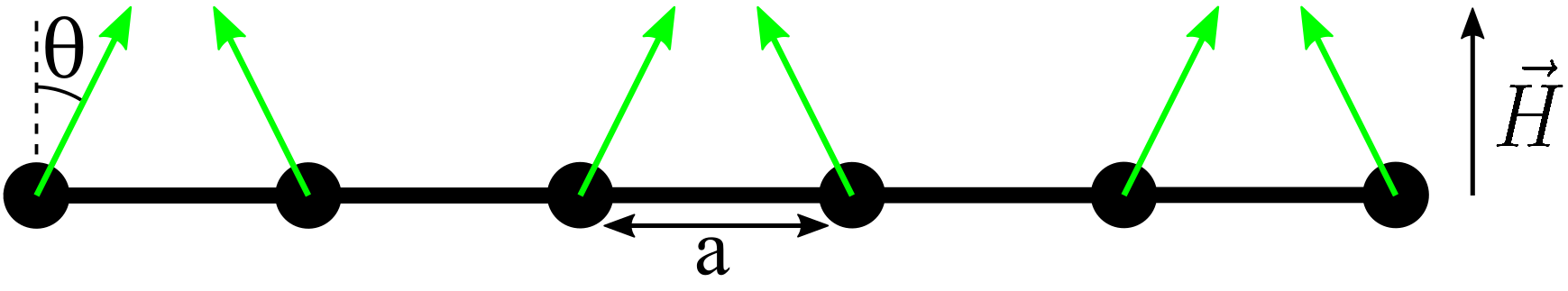
Etat fondamental pour la chaîne de spins 1d avec une interaction AF entre premiers voisins et un champ magnétique externe.

L'état fondamental du système est une configuration alternée, avec des spins légèrement inclinés dans la direction du champ magnétique. On peut donc paramétrer une déviation autour de cet état fondamental en introduisant une paire de champs {\displaystyle \phi _{m}} et {\displaystyle \delta \theta _{m}} pour chaque site {\displaystyle m} de la chaîne de spins. On a alors 
où l'angle {\displaystyle \theta _{0}} est l'angle azimutal qui minimise l'énergie du système :
Maintenant que l'on a cette paramétrisation nous pouvons développer l'action autour de son minimum, on a notamment, en se contentant d'aller à l'ordre 2
et 

#### Champs pertinents
Afin d'exprimer l'action le plus lisiblement possible on peut ici se demander quels sont les champs pertinents, pour ça on regarde ce que vaut le commutateur entre les deux champs considérés jusqu'ici {\displaystyle [\phi ,\delta \theta ]}, en imposant que les spins obéissent ordre par ordre aux relations de commutation de SU(2) : 
{\displaystyle \Rightarrow S\sin(\theta _{0})\cos(\theta _{0})\cos \left(\pi (m-p)\right)[\delta \theta _{m},\phi _{p}]=i\hbar \,\cos(\theta _{0})\delta _{m,p}.}
On voit donc que si l'on définit 

on obtient alors la relation de commutation usuelle {\displaystyle [\phi (x),\Pi (x')]=i\hbar \,\delta (x-x')}, montrant ainsi que les champs conjugués pertinents sont {\displaystyle \phi (x,\tau )} et {\displaystyle \Pi (x,\tau )}. On peut notamment voir en écrivant 

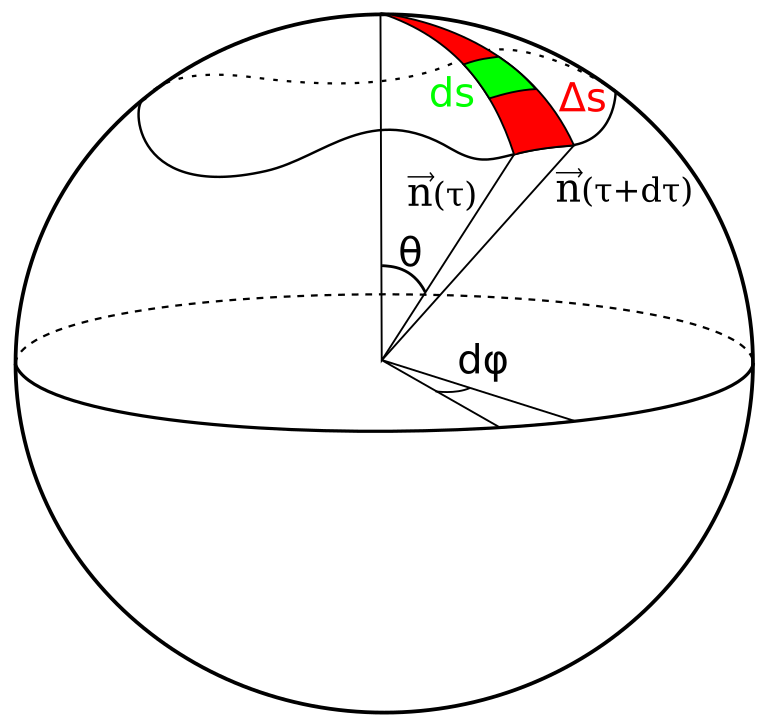
Angle solide balayé par le vecteur sur la sphère unité. On a en vert l'aire que l'on peut intégrer pour obtenir la surface représentée en rouge. Afin d'intégrer pour obtenir l'angle solide total on écrira comme.

avec {\displaystyle m=S\cos(\theta _{0})} l'aimantation moyenne par site, que {\displaystyle \Pi } décrit les fluctuations longitudinales de l'aimantation.

#### Action liée aux phases de Berry
Il reste maintenant à déterminer l'expression de l'action qui est liée aux phases de Berry. L'angle solide balayé par le vecteur {\displaystyle {\vec {n}}} lors de son évolution peut être calculée comme suit. L'aire du triangle représenté en rouge sur la figure ci dessus vaut 
On en déduit que l'aire totale parcourue par le vecteur {\displaystyle {\vec {n}}} est 
et ainsi que l'action due aux phase de Berry s'écrit comme

#### Action effective
Si on réunit maintenant les résultats obtenus et que l'on prend la limite vers le continu {\displaystyle a\to 0}, et en passant donc de {\displaystyle \phi _{n}} à {\displaystyle \phi (x=na)} (a étant la distance séparant deux spins au sein de la chaîne) on obtient alors l'action effective 
où les constantes {\displaystyle K_{x}} et {\displaystyle K_{y}} dépendent de {\displaystyle J,H,S} et {\displaystyle \theta _{0}}.Les coefficients devant le terme linéaire en {\displaystyle \Pi } (que l'on a obtenu dans le développement des termes {\displaystyle {\vec {n}}_{m}.{\vec {n}}_{m+1}}et {\displaystyle n_{m}^{z}}) s'annulent selon la définition de l'angle {\displaystyle \theta _{0}}; il est normal qu'il n'y ait pas de terme linéaire dans cette action puisque c'est le résultat d'un développement autour d'un minimum. L'action ainsi obtenue est quadratique en {\displaystyle \Pi } et on peut donc intégrer sur ce champ pour obtenir l'action effective 
qui ne porte donc que sur le champ {\displaystyle \phi (x,\tau )}.

### Interprétation
On reconnait ici que le premier terme est l'action usuelle du modèle XY à deux dimensions, dont la physique est bien connue,,. Le second terme quant à lui, provenant de l'angle solide, est plus subtil à interpréter. On fait ici un résumé de la physique associée au modèle XY à 2d avant de voir comment ce terme additionnel dû aux phases de Berry impacte cette physique.

#### Modèle XY à deux dimensions
Le Modèle XY décrit un réseau de spins pouvant s'orienter dans un plan, et donc représentables pas des angles orbitaux {\displaystyle \phi _{i}}. Le hamiltonien associé est de type couplage ferromagnétique entre premiers voisins. Il est possible de montrer que dans la limite du continu, et dans la limite des basses températures, la partie de l'action portant sur le champ {\displaystyle \phi ({\vec {r}})} est de la forme 
similaire donc à l'action effective que l'on a obtenue après intégration sur les champs {\displaystyle \Pi }, au terme lié aux phases de Berry près (et avec le temps imaginaire à la place de la coordonnée d'espace {\displaystyle y}). 
Il est connu que ce modèle, lorsque l'on considère un réseau 2d, mène à une transition de phase dite de Berezinski-Kosterlitz-Thouless (on dira transition BKT par la suite). C'est une transition de phase à température non nulle qui est toute particulière, notamment car le paramètre d'ordre (qui est ici l'aimantation moyenne) est nul dans les deux phases (cela est imposé par le théorème de Mermin Wagner). On est en effet habitué au cas des transitions de phase de type ferro - paramagnétique, où la phase de basse température possède une aimantation non nulle, associée à une fonction de corrélation spin-spin {\displaystyle \langle {\vec {S}}(r).{\vec {S}}(0)\rangle } qui tend vers une limite finie lorsque {\displaystyle r} tend vers l'infini. On a dans ce cas ce que l'on appelle un ordre à longue distance. 
Dans le cas du modèle XY, et à deux dimensions seulement, une analyse méticuleuse utilisant le groupe de renormalisation montre néanmoins qu'un tel ordre à longue distance ne peut exister car il est détruit par l'excitation de modes de basse énergie appelés modes de Goldstone. En effet la fonctionnelle de l'énergie libre dans la phase ordonnée présente la forme d'un chapeau mexicain, possédant ainsi une symétrie de révolution : l'énergie ne dépend pas de l'orientation dans le plan du paramètre d'ordre. Les modes de Goldstone sont les modes de basse énergie consistant en une rotation globale des spins, modifiant l'orientation du paramètre d'ordre tout en laissant invariant sa norme. Il est possible de montrer par le calcul que lorsque l'on est précisément à deux dimensions, l'existence de tels modes détruit l'ordre à longue distance. On peut alors démontrer qu'il est remplacé par un état bien plus fragile, décrit cette fois par un paramètre d'ordre nul, et des fonctions de corrélation qui sont algébriques, on parle alors de quasi-ordre à longue distance. 
On peut de plus montrer par un développement en série à haute température que dans la limite des hautes températures les fonctions de corrélation sont cette fois exponentielles, correspondant à un ordre à courte distance. On en déduit donc qu'il existe un mécanisme qui provoque la transition entre ce quasi ordre à longue distance à basse température et cet ordre à courte distance à haute température.

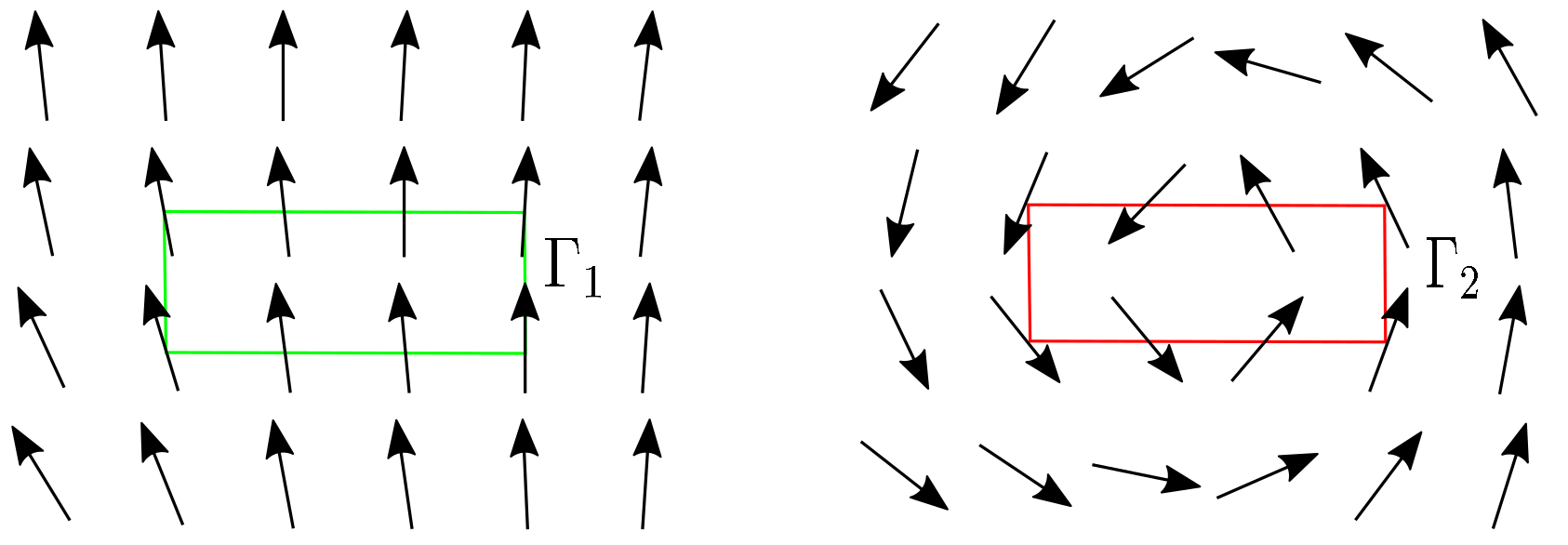
Vortex de spins. On voit que le contour de gauche n'entourant aucun vortex, le résultat de l'intégrale vaudra 0, pour ce qui est du contour entourant le vortex central on aura cette fois un résultat égal à, ce vortex étant de vorticité 1.

Il a été démontré que ce mécanisme consiste en l'apparition de défauts topologiques qui vont détruire cet ordre à quasi-longue distance. Ces derniers prennent à deux dimensions la forme de vortex de spins , c'est-à-dire des objets topologiques (ou singularités) tels que pour tout contour {\displaystyle \Gamma } les entourant on ait
avec {\displaystyle q} la vorticité associée au vortex en question. Ces défauts topologiques affectent notablement les fonctions de corrélation de par le fait qu'ils peuvent être "ressentis" quelle que soit la distance, le résultat de l'intégrale ci dessus étant indépendant de la taille du contour {\displaystyle \Gamma } entourant la singularité.
Il est possible de déterminer l'énergie associée à chaque vortex et d'étudier la manière dont ils interagissent, on constate alors qu'ils se comportent de manière similaire à des charges électriques, où la vorticité fait office de charge. Il est de plus possible de leur associer une entropie, qui sera égale au logarithme du nombre de configurations possibles : si on a un réseau 2d de surface A et de paramètre {\displaystyle a}, on aura alors {\displaystyle S=k_{B}\ln {\frac {A}{a^{2}}}}. On peut alors établir qu'à une température critique donnée la compétition entropie / énergie de formation des vortex mène à l'apparition de paires de vortex, qui, en se séparant à cause des effets entropiques, détruisent alors le quasi ordre à longue distance. C'est cette transition qui est dénommée la transition BKT.

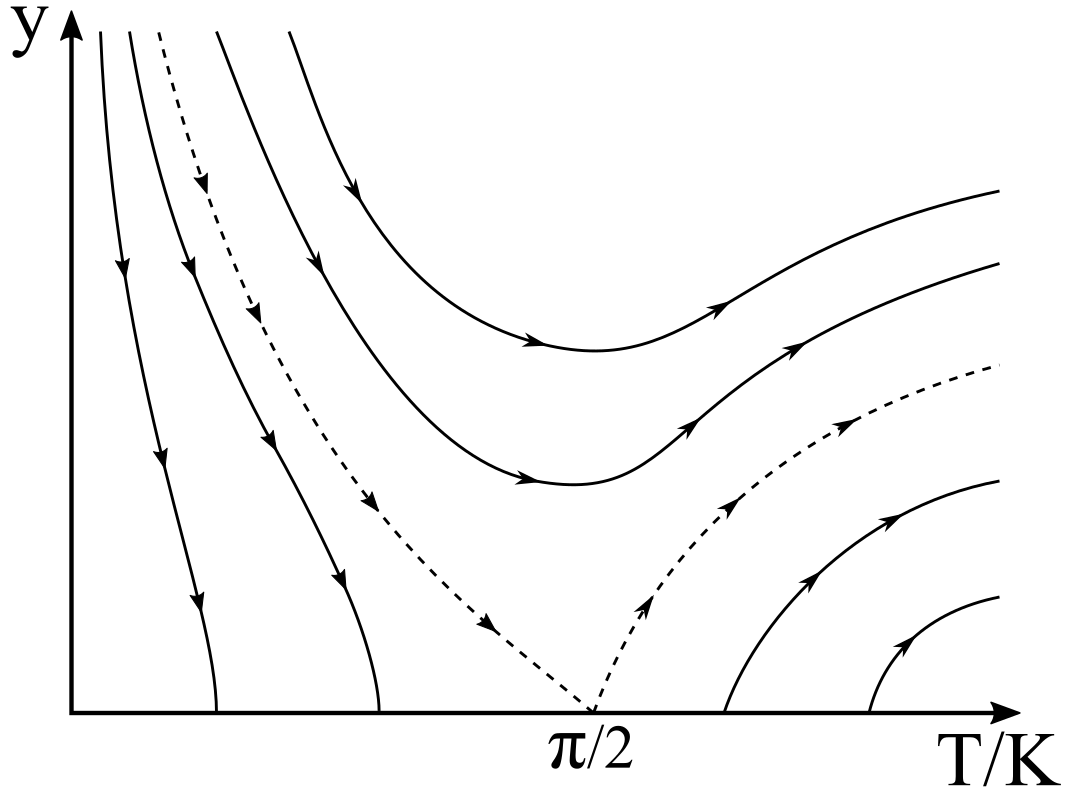
Flot de renormalisation du modèle XY à deux dimensions. On a où représenté l'énergie de cœur des vortex (énergie qu'il faut fournir pour former un vortex). K est la raideur de spin.

Cette transition peut être décrite par un diagramme de flot de renormalisation, représenté sur la figure à droite.
On y voit que pour une valeur du rapport {\displaystyle T/K} inférieure à {\displaystyle \pi /2} le flot de renormalisation tire le système vers une ligne de points fixes correspondant à une énergie de cœur infinie pour les vortex : ces derniers sont proscrits et ne peuvent détruire le quasi ordre à longue distance. Pour {\displaystyle T/K>\pi /2} c'est l'inverse : le flot de renormalisation nous mène vers des énergies de cœur nulles, les vortex prolifèrent donc et détruisent la phase ordonnée. 
Maintenant que l'on a survolé la physique du modèle XY il est possible d'interpréter le résultat obtenu.

#### Effet du terme supplémentaire dû aux phases de Berry
On peut effectuer une transformation de dualité permettant de réécrire l'action comme
avec cette fois des sommes portant sur les configurations de vortex, et où on a introduit la densité spatio-temporelle de vortex {\displaystyle 2\pi \rho _{v}=\sum _{i}q_{i}\delta (x-x_{i})\delta (\tau -\tau _{i})} avec {\displaystyle (x_{i},\tau _{i})} les coordonnées des vortex. 

##### Cas oùS – mest un entier
Si on regarde l'action duale ou l'action effective, dans le cas où {\displaystyle S-m} est entier on constate que si l'on note {\displaystyle x=na\,} (les vortex résident sur le réseau dual qui a les mêmes dimensions caractéristiques que le réseau original) on a ainsi  {\displaystyle 2\pi {\frac {S-m}{a}}x=(S-m)n\,2\pi }  et donc {\displaystyle \mathrm {e} ^{-{\mathcal {S}}_{BP}^{vortex}}=1}. On se retrouve alors simplement avec l'action correspondant à un modèle XY à 2d décrit plus haut. On a dans ce cas une physique bien connue, et notamment un système pouvant subir une transition BKT lorsque l'on fait varier le rapport rigidité de spin sur température.

##### Cas oùS – mest un irrationnel
Si cette fois {\displaystyle S-m} n'est pas un entier, on voit alors que la composante {\displaystyle {\mathcal {S}}_{BP}^{\mathrm {vortex} }} de l'action duale (provenant du terme de Berry de l'action effective) va mener à une somme de termes qui vont interférer destructivement, lorsqu'on va calculer la fonction de partition 
où la somme se fait sur toutes les configurations possibles de vortex. On en déduit que si des vortex apparaissent, ces interférences destructives vont amener la fonction de partition à s'annuler, ce qui implique une divergence de l'énergie libre ({\displaystyle F=-k_{B}\ln {\mathcal {Z}}}). Par conséquent les vortex vont donc êtres prohibés, et la transition BKT sera ainsi proscrite, et ce indépendamment du rapport {\displaystyle T/K}.

##### Cas oùS – mest rationnel
Dans le cas où {\displaystyle S-m} est un rationnel {\displaystyle S-m={\frac {p}{n}}}, on voit que pour les vortex de vorticité inférieure à {\displaystyle n} on va avoir des interférences destructives qui vont prohiber ces vortex. Cependant pour les vortex de vorticité égale à {\displaystyle n} on voit que cette fois on se retrouve dans le cas où la phase de Berry devient triviale, et où on a donc un modèle XY usuel. On comprend cependant que dans les cas où {\displaystyle n} est trop grand, les vortex associés vont être très coûteux énergétiquement et que ces cas vont donc être anecdotiques.

#### Plateaux d'aimantation

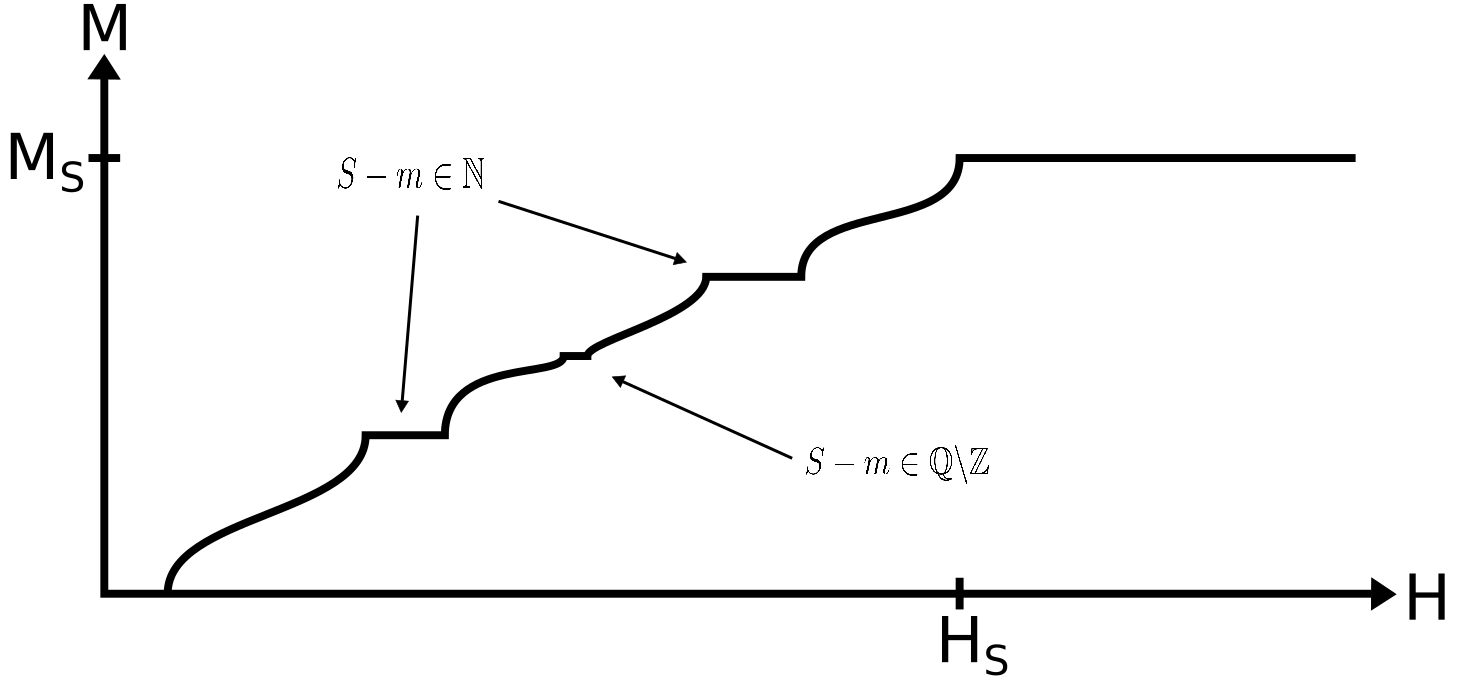
Courbe d'aimantation présentant des plateaux. Ces plateaux sont observés lorsqu'un gap se forme entre l'état fondamental et le premier état excité du système.

Les considérations précédentes nous permettent de déduire que si l'on place le système à une rigidité de spin telles que le modèle XY associé soit dans sa phase gapée (phase désordonnée avec un ordre à courte distance), mais que {\displaystyle S-m} est irrationnel, alors les vortex vont être prohibés et le système va demeurer dans sa phase non gapée (phase ordonnée, quasi-ordre à longue distance). Si on augmente maintenant progressivement le champ magnétique, l'aimantation va varier à priori linéairement avec ce dernier, puisque l'on est dans une phase non gapée. Mais si lors de ce processus, l'aimantation devient telle que {\displaystyle S-m} est entier (ou rationnel), les vortex peuvent alors apparaître et détruire la phase ordonnée pour amener le système dans sa phase gapée. On voit alors que cette fois, si l'on continue à augmenter le champ magnétique, il ne va y avoir aucune variation de l'aimantation (dans un premier temps du moins). En effet, le système étant gapé, il va falloir dépasser un certain champ seuil avant de pouvoir exciter les états de plus haute énergie. On a donc à faire à ce que l'on appelle un plateau d'aimantation.